# Home Location Register
Home Location Register, HLR (ang.) – Rejestr Abonentów Macierzystych – element infrastruktury telekomunikacyjnej, używany w sieciach telefonii komórkowej do przechowywania informacji o abonentach, które mogą przydać się podczas zestawiania i obsługi połączeń. Home Location Register przechowuje dane należące tylko do abonentów macierzystej sieci. Poza funkcjonalnością bazodanową, HLR oferuje również aplikacje zawierające logikę biorącą udział w komutacji łączy i pakietów.
Liczba HLR w sieci komórkowej zależy od ilości abonentów. Jeden HLR zawiera zazwyczaj dane dla kilkuset tysięcy do kilku milionów użytkowników. Ze względu na swoją ważną rolę w sieci komórkowej, dla każdego HLR zdefiniowany jest zazwyczaj drugi, redundantny odpowiednik, zawierający te same dane, mogący w razie awarii przejąć obsługę zarejestrowanych w nim użytkowników.
|  |  | Poniższy opis związany jest z HLR pracującym w sieciach zbudowanych w standardzie GSM i UMTS, niemniej na ogólnym poziomie odzwierciedla też dobrze miejsce w strukturze, rolę i sposób działania tego elementu w innych rodzajach sieci komórkowych. |

## HLR na tle infrastruktury sieci komórkowej

### Elementy infrastruktury komunikujące się z HLR
|  |  | Poniższy rozdział opisuje infrastrukturę sieci komórkowej w kontekście jej współpracy z HLR. W celu zapoznania się z dokładniejszym opisem poszczególnych jej elementów oraz ich współpracy podczas zestawiania połączeń zobacz rozdziały Architektura sieci GSM w artykule GSM i Architektura sieci GPRS w artykule GPRS. |

Wiele elementów infrastruktury telekomunikacyjnej jest przystosowanych do współpracy z HLR podczas zestawiania połączenia. W niektórych przypadkach wygląda to jak komunikacja ze zwykłą bazą danych, która udostępnia żądane informacje. W innych przypadkach HLR decyduje na podstawie dodatkowych ustawień jakie informacje zwrócić, komunikując się przy okazji z innymi elementami sieciowymi. Zdarza się też, że HLR działa jak router przekierowując operacje wysłane z sieci do innych elementów i (opcjonalnie) zwracane odpowiedzi.
- Mobile Switching Centre (MSC) to cyfrowe centrale telefoniczne zestawiająca połączenia głosowe w sieci komórkowej. MSC połączone jest z Visitor Location Register (VLR), bazą danych zawierającą informacje o abonentach przebywających na kontrolowanym przez nie obszarze.
- Gateway Mobile Switching Centre (GMSC) to centrale do których kierowane są wszystkie połączenia do abonentów danej sieci (nawet gdy w danym momencie znajdują się w roamingu).
- Flexible Number Register (FNR) to dodatkowy element w sieci komórkowej, który ułatwia kierowanie zapytań do HLR.
- SMS Center (SMSC) to element sieci komórkowej wspomagający przesyłanie SMS-ów.
- Authentication Centre (AuC) to element wspomagający uwierzytelnianie użytkownika włączającego się do sieci. W sieci pracują powiązane ze sobą pary HLR – AuC.
- Serving GPRS Support Node (SGSN) to element sieci odpowiedzialny za zarządzanie terminalami, które na kontrolowanym przez niego terenie nadają/odbierają dane w trybie transmisji pakietowej (GPRS/EDGE/przesyłanie danych w UMTS).
- Gateway GPRS Support Node (GGSN) jest elementem sieci działającym jak router łączący sieć komórkową przystosowaną do pakietowego przesyłania danych i zewnętrzną sieć (np. Internet).
- Service Control Point (SCP) to element platformy sieci inteligentnych na której uruchamiane są usługi dodane.

### Przesyłanie informacji pomiędzy HLR a innymi elementami infrastruktury
Elementy sieci komórkowej komunikują się ze sobą za pomocą sieci sygnalizacyjnej SS7 (ang. Signaling System 7). Każdy z takich elementów określany jest jako Signalling Point. Dodatkowo w skład sieci sygnalizacyjnej wchodzą Signaling Transfer Points, elementy sieci, które same w sobie nie zawierają funkcjonalności wspomagającej zestawianie połączenia, ale umożliwiają rutowanie operacji SS7 pomiędzy innymi elementami. Jednym z Signalling Pointów jest też HLR, a operacje przesyłane są pomiędzy nim a resztą sieci za pomocą protokołu Mobile Application Part (MAP).
Każdy z HLR ma zarezerwowaną pewną pulę numerów IMSI (numery IMSI kart należących do obsługiwanych przez niego abonentów zaczynają się od tych samych cyfr). Gdy znany jest numer IMSI (na przykład gdy użytkownik loguje się do sieci i rejestrowany jest w pewnym MSC/VLR), jego pierwsze cyfry jednoznacznie określają kraj, sieć i odpowiedni HLR.
W niektórych sytuacjach numer IMSI nie jest znany, na przykład gdy zestawiane jest połączenie do jakiegoś abonenta znany jest tylko jego numer MSISDN. Połączenie kierowane jest do GMSC w jego macierzystej sieci, które na bazie tego numeru musi wysłać zapytanie (o lokalizacje abonenta) do odpowiedniego HLR. Najprostszy sposób aby znaleźć odpowiedni HLR, to rozdzielenie obsługiwanych numerów abonentów pomiędzy HLR-y w taki sposób, aby pierwsze cyfry numeru wskazywały na odpowiedni HLR. Nie jest to jednak rozwiązanie zbyt elastyczne, poza tym jest niemożliwe do zrealizowania, gdy w danym kraju operatorzy obsługują funkcjonalność przenoszenia numerów (ang. Mobile Number Portability) i numer z puli operatora może być obsługiwany przez HLR znajdujący się w konkurencyjnej sieci. Jednym z rozwiązań tego problemu jest Flexible Number Register (FNR), element sieci przechowujący informacje o numerach z puli danego operatora. Zapytanie z GMSC może trafić do niego, a FNR przekieruje je do odpowiedniego HLR lub zwróci informacje, że rozmowa powinna być przekierowana do innej sieci (ponieważ właściciel tego numeru przeniósł go do innego operatora).

### Redundancja
Niezawodność HLR jest bardzo ważna dla prawidłowego funkcjonowania sieci komórkowej. W wyniku awarii tego elementu, abonenci których dane są w nim przechowywane nie mogliby się zalogować do sieci, a do tych którym udałoby się to zrobić przed awarią nie można by zestawić połączenia (ponieważ ich lokalizacja w postaci adresu obsługującego ich MSC, jest przechowywana właśnie w HLR). Aby przeciwdziałać tego typu sytuacjom, dane o abonencie przechowywane są zazwyczaj w dwóch HLR-ach. Jeden bierze bezpośredni udział w obsłudze usług, z których korzysta zarejestrowany w nim abonent, a drugi przechowując te same dane i dokonując co jakiś czas (na przykład raz dziennie) automatycznego uaktualnienia, może w każdej chwili przejąć rolę tego pierwszego. Zazwyczaj stosuje się tak zwaną redundancję geograficzną – para HLR jest fizycznie rozdzielona dużą odległością (np. inne miasta), co zmniejsza ryzyko jednoczesnej awarii obu elementów.
W zależności od dostawcy infrastruktury telekomunikacyjnej i strategii przyjętej przez operatora stosuje się jedno z podanych poniżej rozwiązań:
| - Zdefiniowane są pary HLR-ów, z czego jeden (HLR1) przechowuje dane o swoich abonentach (1) i jednocześnie bierze udział w obsłudze operacji z nimi związanych, a drugi (HLR2) przechowuje dane pierwszego (1') sam nie biorąc udziału w obsłudze połączeń, w każdej chwili może przejąć na siebie rolę tego "aktywnego". Automatycznie, ze zdefiniowaną częstotliwością dane z HLR1 są przesyłane do HLR2 w celu uaktualnienia ich w tym drugim elemencie. |

| - Zdefiniowane są pary HLR-ów. HLR1 przechowuje dane o swoich abonentach (1) oraz o abonentach drugiego HLR2 (2'), obsługuje jednak zapytania związane tylko ze swoimi abonentami. Analogiczna sytuacja jest w przypadku drugiego z HLR. Każdy z HLR obsługuje liczbę abonentów zdefiniowaną poniżej jego potencjalnych możliwości, tak aby w razie awarii drugiego móc przejąć obsługę zarejestrowanych w nim użytkowników. Automatycznie, ze zdefiniowaną częstotliwością oba HLR-y wymieniają się nawzajem swoimi danymi w celu ich uaktualnienia. |

## Budowa HLR
Ze względu na bezpieczeństwo, wydajność i niezawodność systemu, w większości implementacji HLR część komutacyjna wydzielona jest jako niezależny element. W pamięci RAM przechowywane są w niej dane związane z subskrypcjami abonentów, informacje związane z sieciami komórkowymi z którymi operator ma podpisane umowy roamingowe, oraz dane konfiguracyjne związane z działaniem HLR. Działa tam też odpowiednie oprogramowanie, które wykorzystuje te dane do przetwarzania informacji przychodzących z sieci, generowania odpowiedzi na zapytania, lub przesyłania ich do innych elementów sieciowych. Część komutacyjna połączona jest z siecią telekomunikacyjną za pomocą kart SS7, a z pozostałą częścią systemu za pomocą kart IP.
Pozostała część systemu odpowiedzialna jest za operacje wejścia-wyjścia. Umożliwia generowanie kopii bezpieczeństwa danych zawartych w części komutacyjnej, oraz ich późniejsze przechowywanie na dyskach twardych i archiwizację na zewnętrznych mediach. Można za jej pomocą odtwarzać dane w części komutacyjnej (na przykład po jej nieplanowanym restarcie lub w przypadku ładowania dużej ilości danych z innego HLR-a) albo dokonywać automatycznej (lub zarządzonej manualnie) wymiany danych z redundantnym HLR-em. Zaimplementowana jest też tu logika związana z autoryzacją i uwierzytelnianiem pracowników centrum eksploatacji i utrzymania sieci, którzy mogą logując się do tej części systemu zmieniać ustawienia HLR-a oraz dane poszczególnych abonentów przechowywane w części komutacyjnej. Mają do niej również dostęp (niebezpośrednio) pracownicy punktów obsługi klienta dokonując zmian w profilach klientów operatora za pomocą odpowiedniego udostępnionego im w intranecie ograniczonego interfejsu graficznego. Generowane przez nich operacje przesyłane są do systemu wejścia-wyjścia, który zamieni je na komendy dla części komutacyjnej (związane ze zmianami w profilach poszczególnych abonentów).

## Przechowywane dane
HLR jest elementem wspomagającym zestawianie połączeń w sieciach komórkowych. Aby prawidłowo spełniać swoją rolę, przechowuje informacje o poszczególnych abonentach, o sieciach komórkowych w których mogą oni korzystać z usług wykupionych u swojego macierzystego operatora, oraz dane związane z własną konfiguracją.

### Dane użytkowników
Każdy z zarejestrowanych abonentów posiada swój profil, w którym przechowywane są informacje związane z wykupionymi usługami oraz z adresami węzłów sieci, na których terenie znajduje się jego terminal. Część danych nie może być zmieniana (np. numer MSISDN abonenta), część może być zmieniana przez operatora (np. subskrypcja dodatkowych usług), lub przez abonenta (np. numer na który przekierowane są połączenia), a część zmienia się dynamicznie (np. adres centrali MSC obsługującej aktualnie abonenta). Poniższa lista opisuje dane przechowywane w profilu abonenta:
- Informacje identyfikujące abonenta: numer MSISDN i IMSI.
- Usługi przenoszenia (ang. bearer services) – usługi, które mogą być wykorzystane do zestawienia połączenia od/do abonenta.
- teleservices (pol. teleusługi) – usługi, które sieć może zaoferować danemu abonentowi, na przykład zestawianie połączenia głosowego, możliwość wykonywania połączeń alarmowych, wysyłanie/odbieranie SMS, wysyłanie faxów.
- Supplementary services – usługi aktywowane dla danego abonenta, na przykład różne rodzaje przekierowania rozmowy (bezwarunkowe, w przypadku gdy abonent nie odpowiada, gdy jest zajęty, gdy jest poza zasięgiem sieci), zastrzeżenie prezentacji numeru, restrykcje na inicjowanie lub odbieranie połączeń gdy abonent jest w roamingu i inne). Numery związane z przekierowanie rozmów mogą być zdefiniowane niezależnie dla różnych rodzajów przekierowania i dodatkowo dla różnych teleusług (dla rozmowy, sms, faxu itp.).
- Informacje o usługach bazujących na platformie sieci inteligentnych (np. usługa Prepaid).
- Informacje związane z technologią CAMEL wykorzystywaną przez aplikacje bazujące na platformie sieci inteligentnych (np. dzięki tej technologii, możliwe jest naliczanie opłat dla użytkowników telefonów w systemie prepaid, którzy inicjują lub odbierają połączenia będąc w roamingu).
- Adres MSC i VLR kontrolującego połączenia na terenie na którym znajduje się abonent.
- Adres SGSN na terenie którego znajduje się abonent (jeśli zalogował się do sieci w trybie komutacji pakietów, np. w celu przesyłania danych za pomocą technologii GPRS).
- Informacje związane z konfiguracją transmisji związanej z komutacją pakietów.
- Listę trójek w (w przypadku GSM) lub piątek (w przypadku UMTS) liczb, wygenerowaną dla danego abonenta przez Authentication Centre, gotowych do przesłania na żądanie MSC/VLR w celu użycia ich do uwierzytelnienia użytkownika i szyfrowania wykonywanego przez niego połączenia.

### Informacje o sieciach komórkowych
Adresy VLR definiowane są w standardzie E.164, czyli w takiej samej formie jak numery MSISDN. Pierwsze cyfry takiego numeru (Country Code i National Destination Code) jednoznacznie identyfikują operatora, w którego sieci znajduje się dany VLR. Gdy abonent loguje się do sieci na obszarze kontrolowanym przez pewne MSC, VLR z nim powiązane komunikuje się z HLR, skąd otrzymuje informacje o abonencie, które będą wykorzystywane do inicjowania i odbierania połączeń.
Operator może mieć zdefiniowane reguły związane wyborem usług i wersji technologii (np. CAMEL), które przesyła jako informacje do VLR w zależności od sieci, w której jego abonent znajduje się w roamingu. Informacje te definiowane są dla zbiorów VLR-ów których adresy zaczynają się od tych samych cyfr, co odzwierciedla podział na poszczególnych operatorów.

### Dane związane z funkcjonowaniem HLR
HLR przechowuje także statyczne dane związane z jego konfiguracją, na przykład:
- Parametry charakteryzujące działanie funkcjonalności, których działanie nie zależy ściśle od specyfikacji, ale bazuje na strategii ustalonej przez operatora.
- Tablice związaną z analizą numerów IMSI zawartych w zapytaniach, które są otrzymane z sieci, z analizą numerów, które abonent próbuje ustawić dla danego przekierowania, itp.
- Tablice rutingu dla wywołań USSD, które są przesyłane z VLR.

Innym przykładem danych używanych w HLR są też dynamicznie zmieniające się listy wiadomości oczekujących zawierające informacje o numerach MSISDN (i powiązanych z nimi adresach Centrum SMS), dla których nie powiodło się dostarczenie wiadomości SMS (ponieważ abonent był w danym momencie nieosiągalny) (zobacz rozdział Przesyłanie wiadomości SMS).

## Scenariusze
Poniżej umieszczono scenariusze opisujące współdziałanie HLR i innych elementów infrastruktury komórkowej w typowych sytuacjach związanych z korzystaniem z usług sieci przez abonenta.
|  |  | Dla przejrzystości opisu rozdział zawiera pewne uproszczenia. Jeśli chcesz się zapoznać ze szczegółami związanymi z przesyłaniem informacji SS7 pomiędzy HLR a siecią komórkową zobacz artykuł Proces zestawiania połączenia głosowego w sieciach GSM i UMTS. |

### Współpraca HLR z AuC
Z każdym HLR powiązane jest Authentication Centre (AuC). Oba elementy zawierają informacje związane z tymi samymi abonentami. Głównym zadaniem AuC jest generowanie kluczy, które używane są do uwierzytelnienia abonenta oraz szyfrowania wykonywanych przez niego połączeń. W przypadku GSM jest to trójka liczb, w przypadku UMTS – piątka. HLR może zażądać od AuC przesłania mu listy takiej trójki/piątki cyfr.
Gdy użytkownik loguje się do sieci, próbuje wykonać połączenie lub zmienić ustawienia związane z różnego rodzaju usługami, MSC może użyć takiej trójki/piątki liczb do zapewnienia bezpieczeństwa sesji. Gdy abonent pojawia się na terenie obsługiwanym przez nowe MSC, lub gdy w MSC/VLR w którym do tej pory był zalogowany ilość takich trójek/piątek liczb spada poniżej ustalonej wartości, MSC/VLR może zażądać od HLR przesłania nowej listy. HLR może wysłać maksymalnie 5 trójek/piątek liczb w jednej operacji, a jeśli ich w danym momencie nie posiada w profilu abonenta, wysyła odpowiednie żądanie do AuC w celu uzyskania nowych wartości.

### Abonent loguje się do sieci
Abonent logujący się do sieci uruchamia procedurę uwierzytelniania w MSC/VLR. Jeśli w danym VLR nie istnieje rekord związany z tym abonentem, odpowiednie żądanie (zobacz rozdział Współpraca HLR z AuC) jest przesyłane HLR. Po udanym uwierzytelnieniu, informacja o tym, że abonent zalogowany jest na terenie danego MSC/VLR przesyłana jest do HLR, który odnotowuje to w profilu abonenta.

### Abonent wyłącza telefon
Gdy abonent wyłącza telefon, VLR w którym był zarejestrowany nie informuje o tym automatycznie HLR. Informacja o tym, że użytkownik został wylogowany z sieci zapisywana jest w VLR, który jeszcze przez pewien, zdefiniowany przez operatora czas, przechowuje rekord abonenta. Po upływie tego czasu, jeśli użytkownik się nie zalogował ponownie, rekord jest usuwany, a VLR może poinformować (ta funkcjonalność jest opcjonalna) HLR o tym fakcie.

### Abonent pojawia się na obszarze kontrolowanym przez nowe MSC/VLR
Gdy abonent już po zalogowaniu do sieci znajdzie się na obszarze kontrolowanym przez inne MSC/VLR, jego telefon zarejestruje się w nim. "Nowy" VLR wyśle informację do HLR (Update Location Request) o tym fakcie i HLR zaktualizuje adres MSC i VLR obsługujących aktualnie abonenta. Do "starego" VLR, HLR wyśle operację Cancel Location, dzięki której zostanie usunięta informacja o abonencie (który już nie przebywa na kontrolowanym przez stare VLR obszarze).
W niektórych sieciach zaimplementowana jest funkcjonalność super-charger. Używają jej VLR, które współpracują z MSC kontrolującymi obszary w zurbanizowanych obszarach, na których wielu abonentów często się przemieszcza i często przechodzi pod kontrolę nowych MSC/VLR. W tym wypadku VLR przesyłając operację Update Location Request dołącza informację o tym, że używa funkcjonalności super-charger. Gdy abonent opuści kontrolowany przez dane MSC obszar i zarejestruje się w innym, HLR nie wyśle operacji Cancel Location do tego starego VLR, a po ponownym zarejestrowaniu się w nim (abonenta) nie będzie musieć po raz kolejny przesyłać informacji o abonencie. Taka strategia znacznie odciąża HLR w obsłudze abonentów stale znajdujących się (i przemieszczających) w dużych miastach. Wymaga ona dodatkowej implementacji w HLR (i VLR) ponieważ w profilu abonenta musi znaleźć się informacja o tym, kiedy ostatnio dane z nim związane były modyfikowane (tak, aby przesłać je do VLR nawet jeśli już zawiera informacje o danym abonencie, ale nieaktualne).

### Połączenia głosowe i wideo rozmowy
Połączenia głosowe i wideorozmowy są realizowane za pomocą komutacji łączy dzięki centralom MSC.
1. Gdy rozmowa jest zestawiana do danego abonenta, jest ona kierowana do GMSC które znajduje się w jego macierzystej sieci.
2. GMSC wysyła zapytanie do HLR przechowującego dane tego abonenta (w zapytaniu przesyła numer MSISDN użytkownika do którego zestawiana jest rozmowa).
3. HLR na podstawie numeru MSISDN w zapytaniu z GMSC znajduje rekord z danymi tego abonenta. Znajduje się w nim między innymi adres VLR powiązanego z MSC na terenie którego znajduje się ten abonent oraz numer IMSI powiązany z danym numerem MSISDN.
4. HLR przesyła do VLR obsługującego aktualnie tego abonenta żądanie przyznania numeru MSRN (ang. Mobile Station Roaming Number) używając jako identyfikatora abonenta przypisany mu numer IMSI.
5. VLR z puli dostępnych mu numerów przydziela pewien numer MSRN temu abonentowi (na czas zestawiania rozmowy) i zwraca tę informację do HLR.
6. HLR zwraca numer MSRN do GMSC, które na bazie tego numeru może przekierować rozmowę do odpowiedniego MSC (obsługującego abonenta do którego zestawiana jest rozmowa).

### Komutacja pakietów
Gdy abonent loguje się do sieci związanej z komutacją pakietów (na przykład na czas sesji GPRS/EDGE) jego żądanie dostępu do sieci poprzez interfejs radiowy trafia do SGSN kontrolującego obszar, na którym się znajduje. Tam następuje uwierzytelnienie na zasadach opisanych powyżej dla przypadków związanych z komutacją łączy (centrale MSC). SGSN przesyła informacje o rejestracji do HLR, które zapisuje w danych abonenta adres tego SGSN i przesyła do niego dane z profilu użytkownika związane z komutacją łączy (na przykład przypisany mu Quality of Service).

### Przesyłanie SMS
SMS wysłany przez abonenta poprzez sieć radiową i MSC (lub SGSN) trafi do Centrum SMS (SMSC). SMSC wysyła zapytanie do HLR w celu uzyskania informacji o MSC (SGSN), które aktualnie obsługuje adresata wiadomości. HLR sprawdza w profilu abonenta, w jaki sposób odbiera on SMSy: czy za pomocą komutacji łączy – poprzez MSC, lub też za pomocą komutacji pakietów – poprzez SGSN i zwraca adres tego elementu sieciowego do SMSC (które prześle tam SMS).
Jeśli abonent jest w danym momencie nieosiągalny, obsługujący go VLR (lub SGSN) ustawi w jego profilu odpowiedni znacznik, a informację o niepowodzeniu wysłania wiadomości SMS odeśle do HLR. HLR informacje o numerze MSISDN do którego nie dostarczono wiadomości i adresie obsługującego ją SMSC (które ciągle ma ją zapisaną na dysku twardym, gdyż nie otrzymało powiadomienia o sukcesie związanym z dostarczeniem wiadomości) zapisuje na tzw. liście wiadomości oczekujących. Gdy abonent stanie się osiągalny i informacja o tym dotrze do obsługującego go VLR (SGSN), odpowiednia informacja zostanie przesłana do HLR, który prześle do SMSC instrukcję związaną z ponowieniem próby przesłania wiadomości SMS.

### USSD
Gdy abonent wysyła do sieci żądanie USSD (za pomocą klawiatury telefonu, lub używanej na nim aplikacji) trafia ona zazwyczaj poprzez sieć radiową, MSC i VLR do HLR. Tam może być ona rozpoznana (dzięki odpowiedniej tablicy rutowania) jako przeznaczona dla HLR i obsłużona przez oprogramowanie na nim się znajdujące (na przykład aktywowanie przekierowania i ustawienie związanego z nim numeru telefonu), lub przesłana do innego elementu sieciowego, np. do serwisu prepaid, jeśli przesłane żądanie będzie w formacie *<odpowiedni service code>*TELEKOD#, gdzie TELEKOD to cyfry odczytane z popularnej "karty-zdrapki" oferowanej przez operatora jako forma doładowania konta prepaid.

### Udział w przekierowywaniu połączeń
HLR bierze udział w niektórych przypadkach związanych z przekierowaniem połączeń. Gdy podczas zestawiania rozmowy (porównaj rozdział Połączenia głosowe i wideo rozmowy) GMSC odpytuje się HLR o lokalizację abonenta, do którego ma ona być zestawiona, HLR może zwrócić zamiast tej informacji (w postaci numeru MSRN), nowy numer na który ma być przekierowana rozmowa. Dzieje się tak w przypadku gdy abonent do którego zestawia się rozmowę ma ustawione przekierowanie bezwarunkowe, lub dla przypadku gdy jest nieosiągalny (i gdy HLR posiada tę informację, na przykład w sytuacji gdy abonent wyłączy telefon na terenie jednego VLR i ten poinformuje o tym fakcie HLR, a abonent nie zaloguje się na terenie innego VLR).

### Wsparcie dla sieci inteligentnych
HLR przechowuje informacje, które są związane z usługami dodanymi oferowanymi na platformie sieci inteligentnych, np. z serwisem prepaid. Przesyłane są one podczas rejestracji abonenta na terenie danego MSC/SGSN. Mogą być one wykorzystywane podczas inicjowania połączenia przez abonenta. Podczas próby zestawienia połączenia do abonenta, HLR zamiast zwrócić informację o jego lokalizacji (w postaci numeru MSRN) może przesłać dane, które przed zestawieniem rozmowy zostaną użyte do zainicjowania przypisanej temu abonentowi usługi (na przykład odgrywanie utworu muzycznego osobie która zainicjowała połączenie, do czasu w którym abonent rozpocznie rozmowę).
HLR jest też jednym z elementów infrastruktury sieciowej, w której zaimplementowana jest technologia CAMEL. Dzięki niej, usługi oferowane przez operatora mogą być oferowane także abonentom będącym w roamingu (np. dzięki temu użytkownicy telefonów rozliczający się w systemie prepaid mogą korzystać ze swoich telefonów za granicą). Gdy abonent rejestruje się w pewnym MSC/VLR lub SGSN, HLR przesyła do VLR (SGSN) odpowiednie informacje związane z usługami dostępnymi dzięki technologii CAMEL, przypisanymi do tego abonenta.
Aplikacja bazująca na platformie sieci inteligentnych (w elemencie Service Control Point (SCP)) może wysłać do HLR operację Any Time Interrogation (ATI), w której zawarte będzie zapytanie o lokalizację konkretnego abonenta lub jego status. W obu przypadkach HLR prześle to zapytanie do VLR obsługującego abonenta, a potem otrzymaną wiadomość zwróci do SCP. W przypadku zapytania o lokalizację abonenta, odpowiedzią może być:
- Location Area czyli grupa kilkudziesięciu lub kilkuset komórek (ang. cells), w których znajduje się abonent, lub
- komórka, w której abonent wykonywał ostatnie połączenie.

W przypadku zapytania o status abonenta, zwrócona będzie odpowiedź w postaci:
- abonent jest w stanie Idle, tzn. zarejestrowany, ale nie rozmawia (VLR może zakładać tylko taki status, ta informacja nie może być traktowana jako pewna);
- abonent jest w stanie busy, tzn. korzysta aktualnie z zasobów sieciowych;
- VLR posiada w swoim rejestrze informację, że abonent jest w tym momencie nieosiągalny;
- VLR nie posiada rekordu związanego z danym abonentem (dane związane z lokalizacją abonenta, zawarte w HLR, są nieaktualnie).

## Dostęp dla służb
Dane HLR mogą być czasami wykorzystywane we wczesnej fazie próby inwigilacji podczas określania, czy można połączyć się z telefonem.  Rządowi klienci Grupy NSO mają możliwość przeprowadzania zapytań wyszukiwania HLR za pośrednictwem interfejsu w ich systemie Pegasus.